# Prince of Persia: Le sabbie dimenticate
Prince of Persia: Le sabbie dimenticate (Prince of Persia: The Forgotten Sands nell'originale) è l'ottavo capitolo della serie di videogiochi Prince of Persia, prodotta dalla Ubisoft. Il capitolo è un interquel che si inserisce nella trilogia (già conclusa) delle "Sabbie del Tempo", collocandosi cronologicamente tra Prince of Persia: Le sabbie del tempo e Prince of Persia: Spirito guerriero.
Il videogioco è stato pubblicato nel maggio del 2010 per le piattaforme PlayStation 3, PlayStation Portable, Xbox 360, Nintendo DS e Wii (questa versione è un gioco sostanzialmente diverso), mentre è stato pubblicato per Microsoft Windows a giugno dello stesso anno. Per la realizzazione di questo episodio è stato impiegato il motore grafico Anvil, lo stesso utilizzato per Assassin's Creed II. Il gioco ha venduto in tutto il mondo 10 milioni di copie.

## Trama
Esistendo diverse versioni a seconda delle piattaforme di gioco per sfruttare le potenzialità di ognuna, anche la trama cambia. La versione connessa alla serie delle Sabbie del Tempo è stata destinata alle piattaforme Playstation 3, Xbox 360 e PC, mentre le altre versioni si discostano notevolmente, mantenendo solo alcune similarità nell'aspetto fisico del protagonista.

### Versione per PlayStation 3, Xbox 360 e PC
Gli eventi che vedono protagonista il Principe si collocano fra i sette anni che passano tra Le sabbie del tempo e Spirito guerriero.
Dopo le avventure ambientate ad Azad, il Principe viene invitato dal fratello maggiore Malik, il quale governa una provincia persiana ai confini dell'impero. Ma una volta giunto alla meta, il giovane trova la provincia assediata e sull'orlo della rovina: un esercito ben più potente e numeroso di quello di Malik sta assediando il dominio fraterno, attratto non solo dalle ricchezze nella cripta del Palazzo, ma anche da un "segreto" che fa gola a tutti i regni vicini. Durante l'assedio da parte dei nemici, il Principe incontra Malik, ma i due, per svariate eventualità, sono costretti a restar divisi e prendere strade diverse; alla fine, messo alle strette, Malik decide di liberare proprio quel segreto tanto agognato dai suoi antagonisti: il leggendario esercito del mitico Re Salomone, numeroso come i granelli di sabbia nel deserto.
Ricongiuntisi i due fratelli, il Principe cerca di distogliere Malik dalle sue intenzioni, persuaso della pericolosità dell'idea per via della propria esperienza personale, ma il testardo sovrano attiva il sigillo magico che tiene imprigionato l'esercito, sperando di poterlo controllare e ribaltare la drastica situazione a proprio vantaggio. A quel punto il sigillo si divide in due medaglioni, raccolti da entrambi i fratelli, mentre in tutto il regno compaiono terribili creature di sabbia che trasformano chiunque incontrino sul loro cammino in statue di sabbia col solo contatto fisico senza distinzioni tra assediati e invasori: i due fratelli sono tuttavia immuni a tale tocco grazie ai rispettivi medaglioni. Fuggendo da quel luogo, entrambi sono costretti a dividersi di nuovo.
Durante il suo cammino il Principe attraversa un portale magico e incontra Razia, una regina appartenente alla stirpe immortale dei jinn, che mille anni prima ha conosciuto di persona il leggendario Re Salomone, e gli ha giurato che sarebbe rimasta in quel luogo per vegliare su di esso. La jinn lo rimprovera per non aver fermato Malik in tempo, ma allo stesso tempo lo aiuta donandogli svariati poteri per proseguire la nuova missione: reimprigionare l'esercito di sabbia, ricomponendo il sigillo con il suo medaglione e quello del fratello. Durante l'avventura gli rivela che l'esercito non era agli ordini di Salomone, ma è stato creato per distruggerlo: al comando delle truppe, che si moltiplicano al semplice contatto con la sabbia, si trova Ratash, un jinn malvagio che al tempo di Salomone era a capo degli ʿIfrīt. Oppostosi all'antica alleanza tra jinn e umani, Ratash aveva fuso i suoi poteri con il vento e la sabbia del deserto per dar vita a un potente esercito con cui annientare Salomone e l'intera umanità; ma il leggendario monarca, grazie all'aiuto di Razia e al sacrificio di molti uomini e jinn, riuscì a sigillare Ratash insieme al suo abominevole esercito. Tornato alla libertà, il malefico ʿIfrīt intende ora terminare ciò che aveva cominciato mille anni prima.
Nel corso dell'avventura il Principe incontra varie volte Malik, il quale può assorbire come il fratello le sabbie delle creature dell'esercito e diventare più forte (grazie al medaglione): tutto ciò lo influenza negativamente, facendolo diventare poco a poco sempre più avido di potere, mentre il Principe ne è al contrario protetto grazie ai poteri di Razia; quando infatti il Principe chiede a Malik di consegnargli il suo medaglione per imprigionare nuovamente l'esercito, quest'ultimo lo respinge con un netto rifiuto, intenzionato a uccidere le creature di sabbia per assorbirle.
A un certo punto il Principe trova suo fratello mentre sta combattendo contro il perfido Ratash, che però sembra avere la meglio, così interviene e dopo un'aspra battaglia sconfigge Ratash, ma Malik torna alla carica, sferra il colpo di grazia al mostro e lo assorbe divenendo ancora più forte; tale potere è però così grande che il medaglione di Malik si distrugge e Ratash si impossessa di lui: ciò fa sì che il sigillo non possa essere più ricomposto, e il giovane deve ora uccidere necessariamente Ratash per fermare l'esercito di sabbia, anche se questo comporterà anche la morte di Malik, poiché del suo corpo si è impadronito il malefico 'Ifrīt, ma il Principe non ha altra scelta e sa che ormai il fratello è perduto.
Dopo aver tentato inutilmente di fermare Ratash e riportare Malik alla ragione, sotto la guida di Razia si reca attraverso la tomba di Salomone a Rekem, la città dei jinn, dove raccoglie una spada forgiata appositamente per distruggere ciò che un jinn ha creato. Dopo di ciò, facendosi largo tra creature di sabbia sempre più potenti e spaventose, raggiunge Ratash e lo affronta nella battaglia finale. Dopo un durissimo combattimento in mezzo a una tempesta di sabbia, il Principe uccide definitivamente il demone con la potente spada; mentre muore tra le sue braccia Malik, Malik implora perdono al fratello e lo reputa al pari del mitico Salomone, mentre della regina Razia verrà persa ogni traccia. Infine il Principe, dopo aver riportato la spada nella città di Rekem, deciderà di tornare dal padre Shahraman per riferirgli l'accaduto.

### Versione per Nintendo Wii
In questa versione la storia è totalmente differente.
Dopo aver fatto una scommessa con il padre, il Principe deve conquistare un regno e governarlo. Un giorno, guardando in un mercato, trova una lampada, dalla quale sfregandola appare un genio donna, alla quale egli chiede un regno e una principessa. Il genio esaudisce il doppio desiderio e porta il Principe in una zona dove è presente solo una statua; ordinando al Principe di baciare la statua, il genio donna crea una specie di legame tra lei e il Principe, permettendogli quindi di vedere il vero regno nascosto, ormai in rovina e pieno di piante. Il Principe trova nell'entrata della città una spada magica conficcata in una figura umana e la rimuove nonostante il genio donna cerchi di impedirlo; dalla spada esce una strega delle piante, intenzionata a distruggere quel regno magico. Il Principe incontra poi una strana creatura e, tentando di combatterla, finisce con lo spezzare la lama della spada, che rimane conficcata dentro quella creatura. Il Principe quindi capisce che il genio donna in realtà lo aveva portato lì per liberare quel regno uccidendo la strega che egli aveva liberato rimuovendo la spada, e in cambio egli ne sarebbe diventato il regnante; il protagonista deve ritrovare la lama spezzata e riunirla all'elsa ancora in proprio possesso.
Durante la sua avventura trova altre statue che, baciandole, permettono al principe di ottenere nuovi poteri; tra le altre cose scopre che anche il genio donna è un essere di quelle terre, abitante di quel regno magico e nascosto alla gente normale, purtroppo minacciata dalla strega che ha finito per distruggere quelle terre rendendole desolate. Superando i vari enigmi e incontrando alcune volte la strega che tenta invano di convincerlo ad allearsi con lei, il Principe riesce a raggiungere quella strana creatura sul cui corpo aveva spezzato la lama, e che pare debole ai raggi di luce. Quando finalmente lo sconfigge, il Principe scopre che non era altri che il vecchio regnante, trasformato dalla strega; avendo saggiato la forza del Principe, il vecchio gli dà il compito di salvare la principessa e porre fine alla vita della strega. Il Principe quindi deve riunire la spada magica e, una volta riuscitoci, raggiunge la strega, la quale si scopre possedere il corpo della principessa; ergo, per eliminare la strega, il Principe deve necessariamente uccidere la principessa. Ciò causa la distruzione del regno intero, e quindi il Principe deve scappare prima che finisca anche lui nelle sabbie mobili insieme alle macerie.
Dopo essersi salvato tramite il genio donna, finisce in un'altra dimensione, dove il genio incita il Principe a ricordare: non ci sono pericoli, e le abilità di salto sono molto maggiori. Dopo aver ripercorso tutto il regno in questa dimensione, il Principe ritorna nella terra di partenza, con il genio che va via. Non potendo più vedere il regno, il Principe se ne va sapendo che un giorno rivedrà il genio.

### Versione per PlayStation Portable
Anche questa versione si discosta dalle altre.
Una terribile disgrazia si è abbattuta sul regno di Persia, i cui membri della famiglia reale muoiono apparentemente senza motivo; nel disperato tentativo di salvare suo figlio, il sultano racchiude il Principe nella torre più alta del palazzo. Qui il nostro eroe incontra Helem, una creatura eterea che gli svela la verità: Ahihud, un potente spirito di fuoco determinato a conquistare il mondo dei mortali, ha appreso da un oracolo che "un eroe di sangue reale" lo ucciderà; nel folle proposito di opporsi al proprio destino, Ahihud ha inviato i suoi servi a sterminare la famiglia reale di Persia. Le parole di Helem risuonano come un grido di battaglia nelle orecchie del Principe, che fugge dalla torre e intraprende un viaggio che lo porterà ad affrontare Ahihud, nel tentativo di fermare il suo malvagio piano.

### Versione per Nintendo DS
In questa versione il principe è stato catturato da una setta oscura che lo utilizzerà come sacrificio per evocare un malvagio demone. Il principe riuscito a fuggire avrà il compito di fermare questo nuovo nemico.

## Personaggi

### Versione per Wii
- Il Principe. In questo titolo il principe, non connesso con gli altri giochi, è il figlio di un importante re di Persia che lo ha spinto a conquistare un regno per governarlo. Scoprirà la presenza di un regno dimenticato in una dimensione parallela alla sua.
- La Jiin. Un genio donna uscito da una lampada, che guida il Principe alla conquista del regno cui appartenne, donandogli poteri e abilità particolari.
- La strega. Una potente strega che ha maledetto il regno cui aspira il Principe. Essa è anche la principessa di quel regno.
- La creatura. Una orrenda bestia che vaga senza pace per il regno. Si scoprirà essere intenzionato ad uccidere la strega per liberare il regno di cui un tempo fu il vecchio regnante.

### Versione per Playstation Portable
- Il Principe. In questo titolo si tratta del figlio di un sultano, salvato dal padre che lo ha rinchiuso nella torre più alta del palazzo, mentre tutti i suoi parenti muoiono uno dopo l'altro. Una volta libero, scoperta la verità che si cela dietro le misteriose morti, cercherà di compiere la sua vendetta.
- Helem. Una creatura eterea che ha deciso di aiutare il Principe, rivelandogli quanto sia successo.
- Ahihud. Uno spirito di fuoco che vuole conquistare il mondo dei mortali. Lui è l'artefice dell'eccidio della famiglia reale, in quanto gli è stata predetta la morte per mano di un membro della stirpe regnante. Involontariamente ha permesso il compiersi della profezia, instillando nel Principe il desiderio di vendetta. Per precauzione, vuole diventare immortale, assorbendo l'Elisir terrestre, fino ad arrivare quasi a distruggerla.
- Lamya. Sorella di Helem, è una figlia del tempo, spirito dell'Ordine Temporale. Il suo regno è il futuro, che le dà il potere dell'accelerazione. Dopo essere stata liberata, è andata a nutrirsi e ha aiutato il Principe nella battaglia finale contro Ahihud.
- Talah. Sorella di Lamya ed Helem, è uno spirito dell'Ordine Temporale appartenente al Regno del Passato. Dà il potere di rallentare, fino a solidificare (tramite ghiaccio) completamente i nemici. Anche lei è andata a nutrirsi dopo essere stata liberata dal Principe. Aiuterà il Principe nella battaglia finale contro Ahihud.
- Najmah. La quarta figlia del tempo, sorella di Lamya, Talah ed Helem, controlla il potere temporale del destino. È la più potente di tutte, ma anche la più fragile. Fu proprio lei - sebbene sotto terribili torture - a rivelare la profezia ad Ahihud. Anche lei è andata a nutrirsi dopo essere stata liberata e aiuterà il Principe nella battaglia finale contro Ahihud.
- Spettro della Sabbia Desertica. È il secondo boss affrontabile nel gioco. Si nutre di tutti i granelli di sabbia provenienti dal deserto. Helem, con i poteri di Talah solidificherà il flusso di sabbia che funge da forza vitale dello Spettro e con i poteri di Lamya, farà cadere una piattaforma pesante a punte su di lui, cancellando la sua immortalità e il Principe gli dà il colpo di grazia con la spada. È in grado di fluttuare, essendo misto di sabbia desertica e soffi di vento. È armato di una spada ed ha il volto avvolto da fasce mummifiche, ad eccezione degli occhi minacciosi.
- Gigante di Sabbia. È il primo boss affrontabile nel gioco. È un essere mostruoso creato da Ahihud mescolando grandi masse di duro terreno tenuto insieme da sabbia, che dà al gigante un colorito marrone chiaro. La mano destra ha cinque dita ed è sproporzionata in confronto al resto del corpo, quella sinistra è una mazza chiodata enorme di cui il manico sono il braccio e l'avambraccio. Con la mano sinistra è in grado di creare - spaccando il terreno - dei flussi di sabbia che vanno dal basso all'alto. Morirà colpito dal Principe e il terreno di cui era composto si scioglierà in sabbia.
- Sultano. In questa versione, è il padre del Principe, che lo rinchiuse in una torre alta per proteggerlo dagli omicidi misteriosi causati da Ahihud. Verrà ucciso dallo stesso Spirito del Fuoco (mentre suo figlio era in viaggio per fermarlo) e il suo castello verrà raso al suolo e risucchiato dalla sabbia - anche se, nel finale del gioco, il Principe ha un'allucinazione di lui che si riprende la corona e ricostruisce il suo regno.

## Doppiaggio
| Personaggio | Voce originale  | Voce italiana       |
| ----------- | --------------- | ------------------- |
| Principe    | Yuri Lowenthal  | Alessandro Rigotti  |
| Malik       | John Cygan      | Oliviero Cappellini |
| Razia       | Salli Saffiotti | Lucy Matera         |
| Ifrit       | Fred Tatasciore |                     |

## Modalità di gioco
Le sabbie dimenticate, collocato cronologicamente fra Le sabbie del tempo e Spirito guerriero, amplia ed approfondisce ulteriormente gli eventi narrati nella trilogia già conclusa.
Rispetto al precedente capitolo del 2008, del tutto distaccato dalla serie, questo episodio ripropone le dinamiche classiche della saga. Tuttavia non si tratta di una semplice trasposizione dei vecchi capitoli sulle console di ultima generazione, bensì di un notevole aggiornamento delle dinamiche di gioco, grazie anche all'introduzione di nuovi poteri che rendono le scene di esplorazione e di combattimento molto più varie.
Il numero di nemici nelle scene di lotta è quasi sempre molto nutrito, e seppur non siano più presenti alcune combo della vecchia trilogia, ad esempio le acrobazie intorno alle colonne o i fendenti volanti lanciandosi dai muri, i poteri del protagonista rendono gli scontri più variegati dei precedenti episodi. In questo capitolo manca anche l'assassinio rapido tipico della precedente trilogia. Le creature di sabbia sono molto varie: vi sono nemici più piccoli, altri con una pesante armatura o un resistente scudo, altri di gigantesche dimensioni, molto più difficili da abbattere.
I poteri del Principe, che lo rendono capace di dominare l'ambiente intorno a lui, possono persino essere combinati tra loro, soprattutto per superare abilmente certi ostacoli che altrimenti non potrebbero essere oltrepassati. Oltre queste nuove abilità, è stato riproposto il riavvolgimento del tempo, elemento classico della saga. Questa volta però, tale potere non viene donato dal
"Pugnale del Tempo", bensì dalla Regina Razia. Tutti i poteri del Principe posso inoltre essere potenziati con i punti esperienza ottenuti durante le battaglie.
Nel corso dell'avventura il Principe acquisisce vari poteri utili sia nelle scene di esplorazione che in combattimento, affinché possa sconfiggere più facilmente il leggendario esercito di Salomone. Alcuni di essi vengono donati al Principe dalla stessa regina Razia, tra cui il riavvolgimento del tempo, presente anche nei precedenti capitoli della saga. Tuttavia la vera novità di questo episodio è la capacità del Principe di dominare sui quattro elementi della natura: fuoco, acqua, aria e terra. Tali nuove abilità sono potenziabili con i punti esperienza accumulati ed adattabili al proprio stile di gioco. Inoltre possono essere combinati fra loro, sia per annientare le creature di sabbia che per superare i vari ostacoli incontrati durante l'avventura.